# 牛乳頭腫
牛乳頭腫（うしにゅうとうしゅ、bovine papilomatosis）とは牛パピローマウイルス感染を原因とする牛の感染症。

## 原因
牛パピローマウイルスはパピローマウイルス科に属するウイルスであり、閉鎖環状2本鎖DNAをゲノムとし、エンベロープを持たない。1~6型に分類され、1、2型は馬にも感染する。

## 症状
1、2、5型は皮膚に、3、6型は皮膚や乳頭に、4型は消化器や膀胱に乳頭腫を形成する。

## 診断
臨床症状から診断できる。確定診断は電子顕微鏡によるビリオンの観察。

## 治療
自然治癒するため、治療効果の検証が難しい。

## 予防
有効な予防法はない。